# هاتوموتوی ملال آور: خانه شاهدخت مار
هاتوموتوی ملال آور: خانه شاهدخت مار (انگلیسی: The Idle Vassal: House of the Snake Princess) یک فیلم است که در سال ۱۹۵۷ منتشر شد. از بازیگران آن می‌توان به اوتا آمون ایچیکاوا اشاره کرد.